# Expédition Amundsen
Vous lisez un « bon article » labellisé en 2012.  Il fait partie d'un « bon thème ».

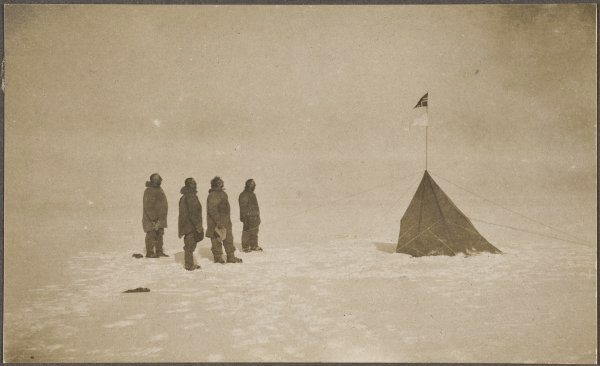
De gauche à droite, Roald Amundsen, Helmer Hanssen, Sverre Hassel et Oscar Wisting à Polheim, le camp de base installé au pôle Sud le 16 décembre 1911. Le drapeau est celui de la Norvège. Photographie d'Olav Bjaaland.

L’expédition Amundsen menée par le Norvégien Roald Amundsen à bord du Fram jusqu'à l'extrême est de la mer de Ross, fut la première à atteindre le pôle Sud. Lui et quatre autres hommes arrivèrent à ski, menés par des chiens de traîneaux jusqu'au pôle le 14 décembre 1911, un mois avant une expédition britannique menée par Robert Falcon Scott. Amundsen et ses coéquipiers revinrent sains et saufs à leur base et apprirent par la suite que Scott et ses hommes avaient été trouvés morts dans leur tente lors de leur retour du pôle. Dans sa poche, Scott avait une lettre d'Amundsen adressée au roi Haakon de Norvège.
Les plans initiaux d'Amundsen se concentraient sur l'Arctique et la conquête du pôle Nord en dérivant sur un navire pris dans les glaces. Il obtint le droit d'utiliser le navire polaire Fram de l’explorateur Fridtjof Nansen et entreprit de lever des fonds. Ses préparatifs s'arrêtèrent en 1909 lorsque les explorateurs américains Frederick Cook et Robert Peary revendiquèrent chacun avoir atteint le pôle Nord. Amundsen changea ses plans et se prépara à atteindre le pôle Sud ; ne sachant pas s'il obtiendrait l'appui du public ou de ses soutiens financiers, il garda ce plan secret, sauf pour son frère chargé d'annoncer sa nouvelle destination une fois que son vaisseau serait hors d'atteinte dans les mers australes, pour ne pas être entravé dans son nouveau projet. Lorsqu'ils prirent la mer en juin 1910, la plupart de ses hommes pensaient qu'ils embarquaient pour l'Arctique en passant, comme prévu, par le cap Horn.
Amundsen établit sa base antarctique, Framheim, dans la baie des Baleines sur la barrière de Ross. Après des mois de préparation, de mise en place de dépôts de provisions sur la route du pôle, et un faux départ qui manqua de se terminer en désastre, l'expédition commença son périple vers le pôle en octobre 1911. Amundsen et ses coéquipiers découvrirent le glacier Axel Heiberg qui leur permit d'atteindre le plateau Antarctique et finalement le pôle Sud. La maîtrise du déplacement à skis et l'expertise avec les chiens de traîneaux assurèrent un voyage rapide et sans incident majeur. Une importante reconnaissance océanographique et la première exploration de la terre du Roi-Édouard-VII comptent parmi les autres réussites de l'expédition.
Si ce succès fut largement salué, l'histoire de l'échec héroïque de Scott l'éclipsa. De même, la décision d'Amundsen de garder secrets ses plans jusqu'au dernier moment fut critiquée par certains. Les historiens ont par la suite plus largement reconnu le courage et l'expertise de l'équipe d'Amundsen. Une des bases scientifiques permanentes américaines au pôle Sud porte son nom ainsi que celui de Scott.

## Contexte

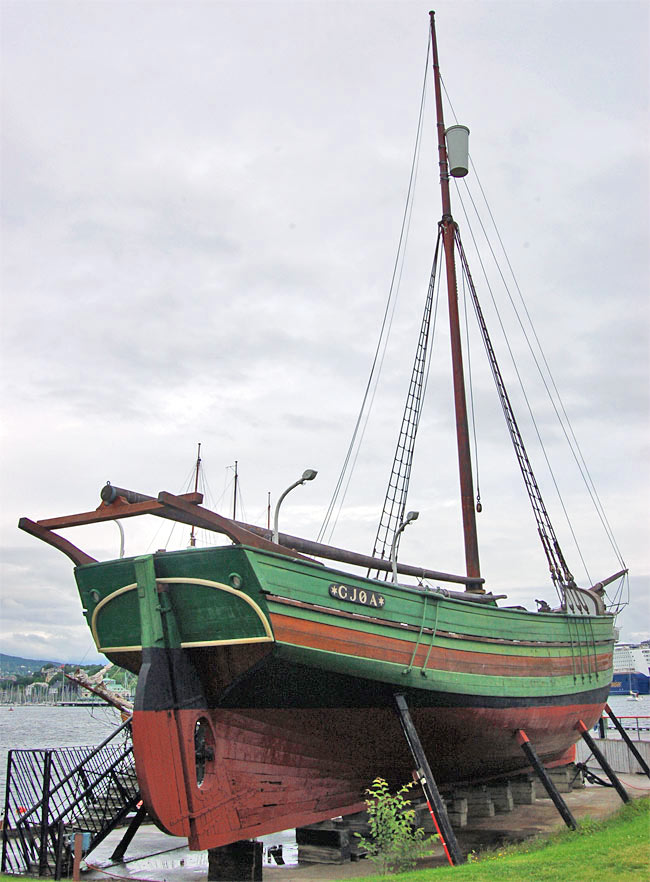
Le Gjøa, le petit sloop avec lequel Amundsen et son équipage franchirent le passage du Nord-Ouest entre 1903 et 1906.

Fils d'un armateur, Amundsen naquit près de Christiania (actuelle Oslo) en Norvège en 1872. En 1893, il abandonna ses études de médecine à l'université d'Oslo et s'engagea comme marin sur le phoquier Magdalena pour un voyage dans l'océan Arctique. Après plusieurs voyages, il devint second et quand il n'était pas en mer, il s'entraînait au ski de fond dans le rude environnement du plateau de Hardangervidda en Norvège. En 1896, inspiré par les exploits polaires de son compatriote Fridtjof Nansen, Amundsen rejoignit l'expédition antarctique belge en tant que second capitaine du Belgica d'Adrien de Gerlache de Gomery. Au début de l'année 1898, le navire fut pris dans les glaces de la mer de Bellingshausen et resta bloqué durant près d'un an. L'expédition devint ainsi, involontairement, la première à passer un hiver complet dans les eaux de l'Antarctique et la vie de l'équipage fut marquée par la dépression, la malnutrition, la folie et le scorbut. Amundsen nota tout ce qui se passait et exploita cette expérience pour mieux maîtriser les aspects des techniques d'une exploration polaire, en particulier l'habillement, l'alimentation et la médecine.
Le voyage du Belgica marqua le début de l'âge héroïque de l'exploration en Antarctique et fut rapidement suivi par d'autres expéditions, britanniques, suédoises, allemandes et françaises. Cependant, à son retour en Norvège en 1899, Amundsen tourna son attention vers le nord. Confiant dans ses capacités à mener une expédition, il planifia une traversée du passage du Nord-Ouest, la voie maritime alors non cartographiée reliant l'Atlantique au Pacifique à travers le labyrinthe formé par les îles du nord du Canada. Après avoir gagné ses galons de capitaine, Amundsen acheta un petit sloop, le Gjøa, qu'il adapta à un voyage dans l'Arctique. Grâce au mécénat du roi Oscar II de Suède et de Norvège et au soutien de Nansen, il rassembla suffisamment d'argent pour prendre la mer en juin 1903 avec un équipage de six marins. Le voyage dura jusqu'en 1906 et fut couronné de succès ; le passage du Nord-Ouest qui avait attiré les marins depuis des siècles avait finalement été vaincu. À 34 ans, Amundsen devint un héros national et un explorateur polaire de premier plan.
Les expéditions polaires à la fois dans le Nord et le Sud étaient nombreuses à cette époque. En novembre 1906, l'Américain Robert Peary revint de son dernier voyage infructueux vers le pôle Nord et revendiqua avoir atteint le Farthest North de 87° 6′, un record dont la validité fut disputée par les historiens ultérieurs. Il commença immédiatement à rassembler des fonds pour une nouvelle tentative. En juillet 1907, Frederick Cook, un ancien compagnon d'Amundsen à bord du Belgica, partit vers le Nord, officiellement pour une expédition de chasse, mais les rumeurs disaient qu'il s'agissait d'une tentative pour atteindre le pôle. Un mois plus tard, l'expédition Nimrod d'Ernest Shackleton prit la mer pour l'Antarctique tandis que Robert Falcon Scott préparait une autre expédition si celle de Shackleton échouait. Amundsen ne voulait pas laisser le champ libre aux Britanniques dans le Sud et il envisagea secrètement de mener une expédition en Antarctique même si son objectif officiel restait le pôle Nord.

## Préparatifs

### Nansen et leFram

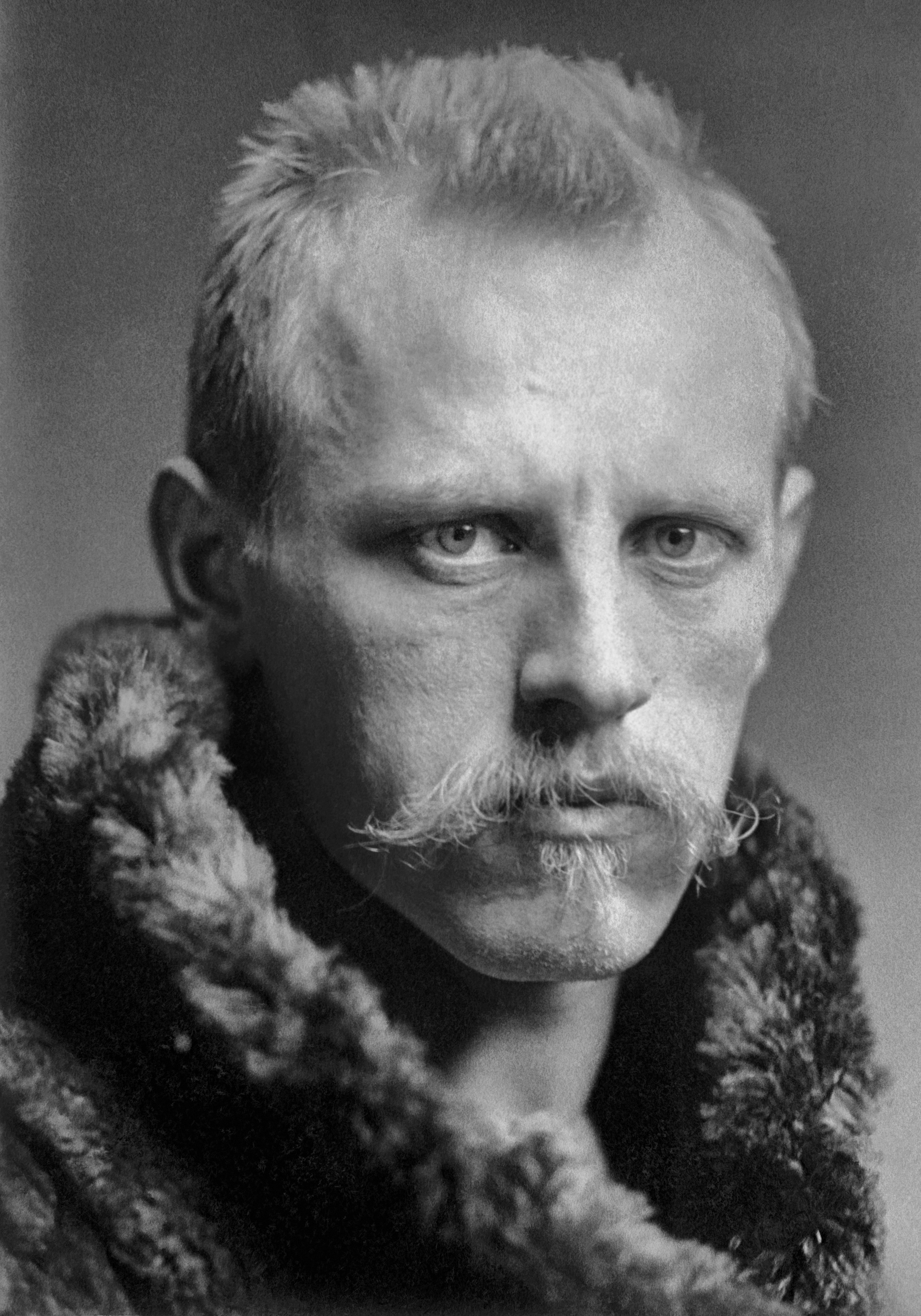
Fridtjof Nansen, dont la dérive dans l'Arctique entre 1893 et 1896 inspira Amundsen.

En 1893, Fridtjof Nansen avait mené son navire Fram dans la banquise de l'océan Arctique au nord de la côte sibérienne pour qu'il soit bloqué et que sa dérive vers le Groenland le rapproche du pôle Nord. La dérive ne permit pas cela et une autre tentative aux côtés de Hjalmar Johansen pour l'atteindre à pied échoua également. Néanmoins, la stratégie de Nansen servit de base pour les plans d'Amundsen. Il raisonna que s'il entrait dans l'océan Arctique via le détroit de Béring, bien à l'ouest du point de départ de Nansen, son navire dériverait plus au nord et passerait au-dessus ou à proximité du pôle.
Amundsen consulta Nansen qui insista sur le fait que le Fram était le seul à convenir pour une telle entreprise. Ce navire avait été conçu et construit entre 1891 et 1893 par l’architecte naval Colin Archer, qui avait suivi les instructions de Nansen pour qu'il résiste de manière prolongée aux conditions extrêmes du climat arctique. Sa caractéristique la plus distinctive était sa coque ronde qui, selon Nansen, permettait au vaisseau de « glisser comme une anguille hors de l'étreinte de la glace ». Pour accroitre la résistance, la coque était gainée avec du chlorocardium d'Amérique du Sud, le plus dur des bois disponibles, et des poutres de renfort étaient placées sur toute sa longueur. Le navire avait une largeur de 11 mètres pour une longueur totale de 39 mètres, ce qui lui donnait une apparence trapue très marquée. Cette forme améliorait la résistance à la glace mais dégradait ses performances en mer, où il avançait lentement et avait tendance au roulis. Cependant, son apparence, sa vitesse et ses qualités maritimes étaient accessoires par rapport à son objectif de fournir un abri sûr à l'équipage durant un périple pouvant se prolonger plusieurs années.
Le Fram était ainsi sorti quasiment intact de son expédition de trois ans dans les glaces polaires. À son retour, il avait été rééquipé avant d'être utilisé sous le commandement d'Otto Sverdrup durant quatre années pour cartographier 260 000 km2 de territoires inhabités dans les îles du Nord du Canada. Après la fin du périple de Sverdrup en 1902, le Fram fut mis en réserve à Christiana. Bien que le navire fût officiellement la propriété de l'État norvégien, il était tacitement reconnu que Nansen gardait la priorité sur son utilisation. Après son retour de l'Arctique en 1896, Nansen avait envisagé de mener le Fram dans une expédition en Antarctique, mais en 1907, il avait abandonné ce projet. En septembre 1907, il convoqua Amundsen chez lui et l'autorisa à utiliser le navire.

### Plans initiaux
Roald Amundsen rendit ses plans publics lors d’une réunion de la société norvégienne de géographie le 10 novembre 1908. Il prendrait le Fram, contournerait le cap Horn, se ravitaillerait à San Francisco avant de rejoindre Point Barrow en Alaska en traversant le détroit de Béring. De là il entamerait une dérive qui se prolongerait sur quatre ans. L'exploration se devait d'être géographique mais aussi scientifique et des observations continues devaient permettre, espérait Amundsen, d'expliquer plusieurs problèmes irrésolus. Le plan fut reçu avec enthousiasme et, le lendemain, le roi Haakon VII de Norvège ouvrit une souscription avec un apport de 20 000 couronnes. Le 6 février 1909, le parlement norvégien approuva une subvention de 75 000 couronnes pour rééquiper le navire. La levée de fonds et la gestion de l'expédition étaient placées dans les mains du frère d'Amundsen, Leon, de façon que l'explorateur puisse se concentrer sur les aspects techniques de l'expédition.
En mars 1909, il fut annoncé qu'Ernest Shackleton avait atteint la latitude sud de 88° 23′, à moins de 150 kilomètres du pôle, avant de faire demi-tour ; Amundsen remarqua qu'il « restait un petit coin » au Sud. Il fut sans réserves dans ses félicitations concernant la réussite de Shackleton et il écrivit qu'il le considérait comme l'équivalent au Sud de ce qu'avait été Fridtjof Nansen au Nord. À la suite de cette tentative manquée, Robert Scott confirma immédiatement son intention de mener une expédition (baptisée Terra Nova) qui explorerait ce « petit coin » et revendiquerait le trophée au nom de l'Empire britannique.

### Équipe

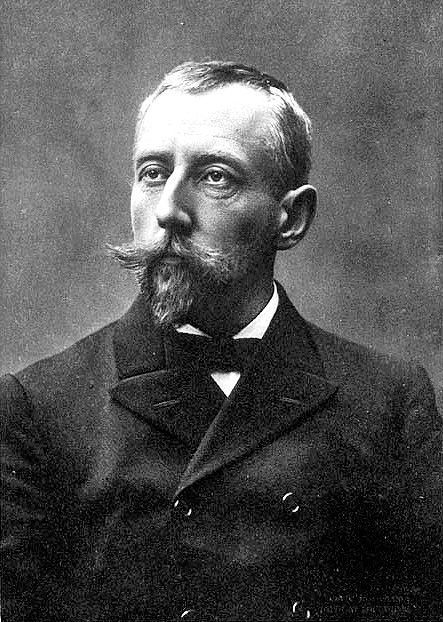
Roald Amundsen, le chef de l'expédition.

Amundsen choisit trois lieutenants de vaisseau comme officiers de son expédition : Thorvald Nilsen, un navigateur qui serait commandant en second, Hjalmar Fredrik Gjertsen et Kristian Prestrud. Gjertsen, malgré son manque d'expérience en ce domaine, devint le médecin du groupe et fut envoyé en « apprentissage éclair » de chirurgie et de dentisterie. Un artilleur de marine, Oscar Wisting, fut accepté sur les recommandations de Prestrud qui louait ses capacités à s'adapter à de nombreuses situations. Même s'il avait peu d'expérience avec les chiens de traîneaux, Amundsen écrivit que Wisting avait développé « sa propre méthode » avec eux et il devint un vétérinaire amateur efficace,.
Olav Bjaaland, un champion de ski et un charpentier et fabricant de skis expérimenté, fut parmi les premiers choisis pour l’équipe. Bjaaland venait de Morgedal dans le comté de Telemark en Norvège, une région renommée pour les prouesses de ses skieurs et pour avoir accueilli le pionnier des techniques modernes, Sondre Norheim. Amundsen partageait avec Nansen la conviction selon laquelle les chiens de traineau étaient le moyen de transport le plus adapté dans l'Arctique et il était déterminé à recruter les meilleurs conducteurs de traîneaux. Helmer Hanssen, qui avait prouvé sa valeur lors de l'expédition Gjøa, accepta de repartir avec Amundsen. Il fut ensuite rejoint par Sverre Hassel, un expert cynophile et un vétéran du voyage de Sverdrup à bord du Fram entre 1898 et 1902, qui prévoyait initialement de ne voyager avec Amundsen que jusqu'à San Francisco. Conscient de la valeur d'un cuisinier compétent, Amundsen s'assura les services d'Adolf Lindstrøm, un autre vétéran de Sverdrup qui avait cuisiné à bord du Gjøa.
De son expérience à bord du Belgica et du Gjøa, Amundsen avait appris l'importance d'avoir des compagnons stables et conciliables lors de périples prolongés et avec ces personnes expérimentées, il pensait qu'il avait le cœur de son expédition. Il continua de recruter tout au long de l'année 1909 ; l'équipage du Fram compta finalement 19 personnes. Toutes étaient des choix personnels d'Amundsen sauf Hjalmar Johansen qui avait été pris à la demande de Nansen. Depuis sa marche épique avec Nansen, Johansen avait été incapable de se stabiliser. Malgré les efforts de Nansen et d'autres pour l'aider, sa vie était devenue une spirale infernale marquée par l'alcoolisme et les dettes. Nansen voulait offrir une dernière chance à son camarade de prouver qu'il était efficace sur le terrain ; Amundsen accepta Johansen à contrecœur.
Parmi les autres membres de l'équipage du Fram figurait Alexandre Koutchine, un élève de l'océanographe Bjørn Helland-Hansen. Il devint le premier Russe à poser le pied en Antarctique (Bellingshausen et Lazarev avaient découvert le continent en 1820 mais n'avaient jamais accosté). Alors que l'expédition d'Amundsen se rendait vers le pôle Sud, Koutchine resta à bord du navire et réalisa une étude océanographique de l'océan Austral. Il rentra en Norvège avec un autre navire depuis Buenos Aires pour rapporter ces informations à Helland-Hansen et peu après il périt lors d'une tentative pour franchir le passage du Nord-Est avec Vladimir Roussanov.

### Changements de plan

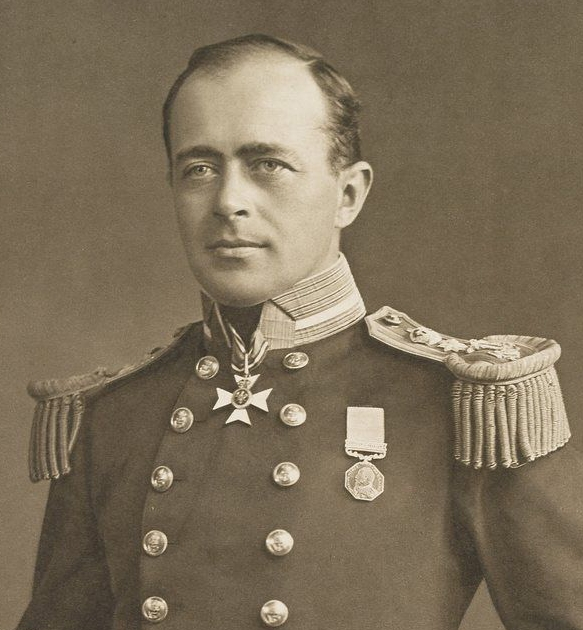
Robert Falcon Scott, le rival involontaire d'Amundsen dans la conquête du pôle Sud.

En septembre 1909, les journaux rapportèrent que Frederick Cook et Robert Peary revendiquaient chacun avoir atteint le pôle Nord, Cook en avril 1908 et Peary un an plus tard. Une querelle déclarée entre les deux ne s'éteignit jamais. Interrogé, Amundsen évita de se prononcer en faveur de l'un ou de l'autre des explorateurs mais présuma que « quelque chose resterait à faire ». Même s'il évitait la controverse sur l'une ou l'autre des revendications, il comprit immédiatement que ses propres plans étaient sérieusement affectés. Sans le charme de la « conquête » du pôle, il était difficile de conserver l'intérêt du public ou ses financements et il écrivit : « Si l'expédition devait être sauvée… il ne me restait plus d'autre choix que d'essayer de résoudre le dernier grand problème, le pôle Sud ». La dérive dans l'Arctique pouvait attendre « un an ou deux » après que le pôle Sud aurait été atteint.
Roald Amundsen ne rendit pas public son changement de plan. Comme le biographe de Scott l'écrivit, le financement public et privé était destiné à des travaux de recherche dans l'Arctique et il n'y avait aucune garantie que les soutiens comprennent ou acceptent la volte-face proposée. De plus, le changement d'objectif pouvait pousser Nansen à annuler l'emploi du Fram ou le parlement norvégien à mettre un terme à l'expédition par peur d'offenser les Britanniques. Amundsen ne présenta ses intentions qu'à son frère, Leon, et à son commandant en second, Nilsen. Ce secret entraina des situations gênantes ; Scott avait envoyé des instruments à Amundsen pour que les deux expéditions puissent réaliser des mesures comparatives aux deux pôles. Lorsque Scott, alors en Norvège pour tester ses traineaux motorisées, téléphona à la maison d'Amundsen pour discuter d'une coopération, le Norvégien ne répondit pas.
Le calendrier de l'expédition secrètement modifié imposait au Fram de quitter la Norvège en août 1910 et de faire sa seule escale sur l'île de Madère. De là le navire se rendrait directement vers la mer de Ross en Antarctique avant de se diriger dans la baie des Baleines, un port naturel de la barrière de Ross (alors appelé la « Grande Barrière de Glace ») où Amundsen avait prévu d'installer son camp de base. La baie des Baleines était le point le plus au sud de la mer de Ross que le navire pouvait atteindre, 110 kilomètres plus proche du pôle que la base de départ de Scott dans le détroit de McMurdo, 800 km plus à l'ouest. En 1907-1909, Shackleton avait considéré que la glace de la baie des Baleines était instable mais en étudiant ses documents, Amundsen conclut que la barrière était posée sur des bancs de sable et de récifs. Elle pouvait donc accueillir une base sûre et sécurisée,. Après avoir déposé l'équipe réduite à quelques hommes seulement sur la glace où ils allaient installer leur base, le Fram devait réaliser des travaux océanographiques dans l'océan Atlantique avant de revenir la récupérer au printemps suivant.

### Transport, équipement et ravitaillement

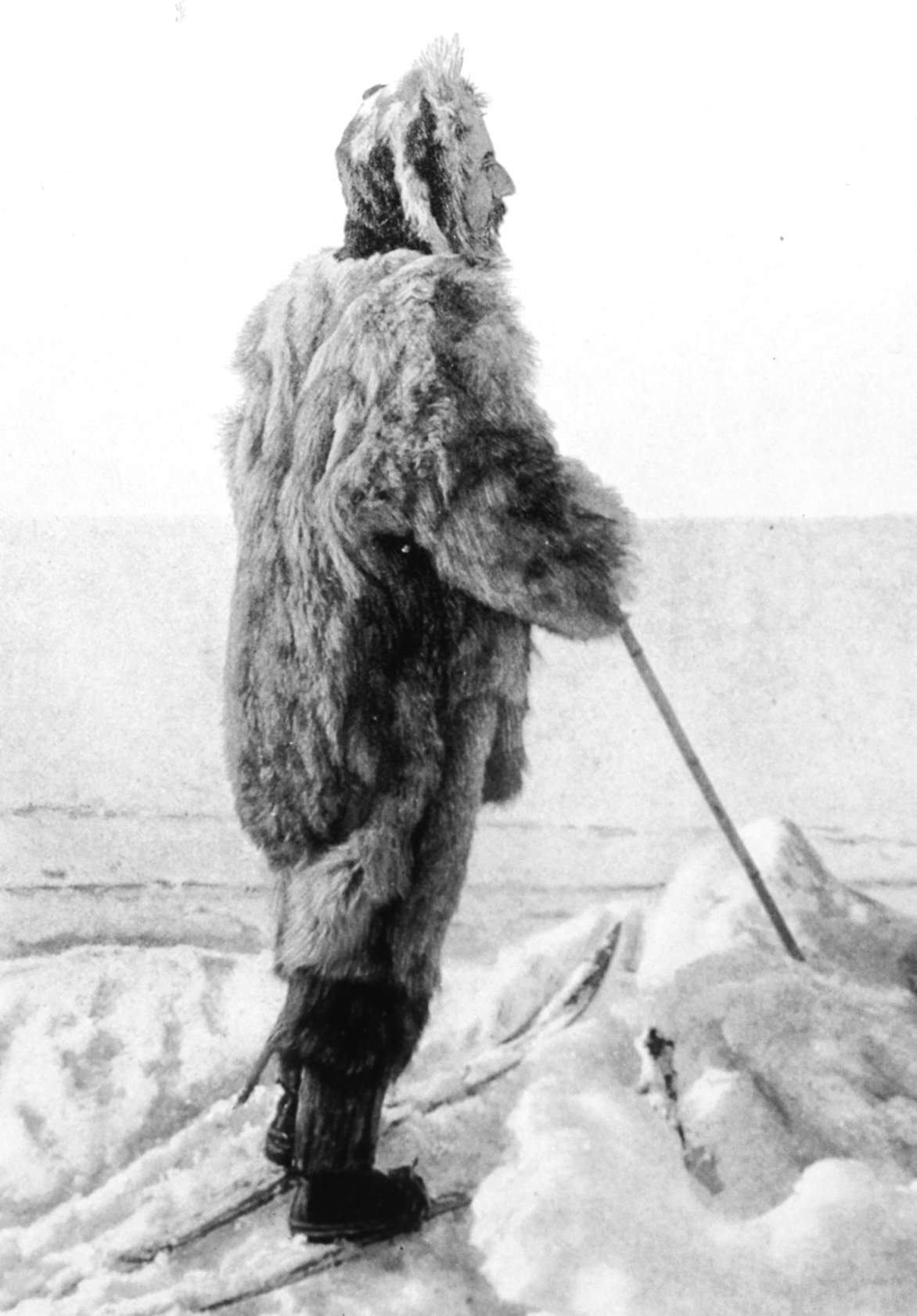
Amundsen habillé pour l'Antarctique : Une tenue sans beaucoup de panache mais chaude et résistante.

Amundsen ne comprenait pas l'apparente aversion des explorateurs britanniques envers les chiens ; il écrivit plus tard : « Est-ce le chien qui n'a pas compris son maître ? Ou est-ce le maître qui n'a pas compris le chien ? » Après avoir décidé d'aller vers le Sud, il acheta 100 chiens d'attelage du Nord du Groenland, les meilleurs et les plus résistants disponibles. En plus de leur durabilité en tant que bêtes de somme, les chiens pouvaient être abattus pour nourrir les autres chiens ou les membres de l'expédition. Contrairement à Scott qui misait sur ses poneys de Mandchourie, il refusa de se servir de chevaux.
Les chaussures de ski de l'expédition, conçues spécialement par Amundsen, étaient le résultat de deux années d'essais. Une partie des vêtements étaient fabriqués en peau de phoque du Nord du Groenland et conçus selon le style des Inuits Netsilik avec des peaux de rennes, de loup et des tissus Burberry ainsi que des gabardines. Les traîneaux étaient construits avec du frêne norvégien et du caryer américain. Les skis, également réalisés en caryer, étaient particulièrement longs pour éviter de glisser dans des crevasses. Les tentes, « les plus résistantes et les plus pratiques à avoir jamais été utilisées », avaient des planchers intégrés et ne nécessitaient qu'un seul mât. Pour faire la cuisine durant le périple, Amundsen choisit le réchaud suédois Primus plutôt que le réchaud spécial inventé par Fridtjof Nansen car il considérait que ce dernier prenait trop de place.
À bord du Belgica, Amundsen avait appris les dangers du scorbut. Même si la véritable cause de la maladie, une déficience en vitamine C, n'était pas connue à l'époque, on savait qu'une consommation régulière de viande fraîche permettait de l'éviter. Pour neutraliser le danger, Amundsen planifiait d'associer les rations avec de la viande de phoque. Il commanda également un pemmican spécial contenant des légumes et de la farine d'avoine, « il serait impossible de trouver une nourriture plus stimulante, appétissante et nourrissante ». L'expédition emportait également une bonne quantité de vins et de spiritueux, pour un usage médical et festif. Conscient de la baisse de moral et la perte de confiance à bord du Belgica, Amundsen prévit une bibliothèque d'environ 3 000 livres, un gramophone avec de nombreux enregistrements et plusieurs instruments de musique.

### Départ

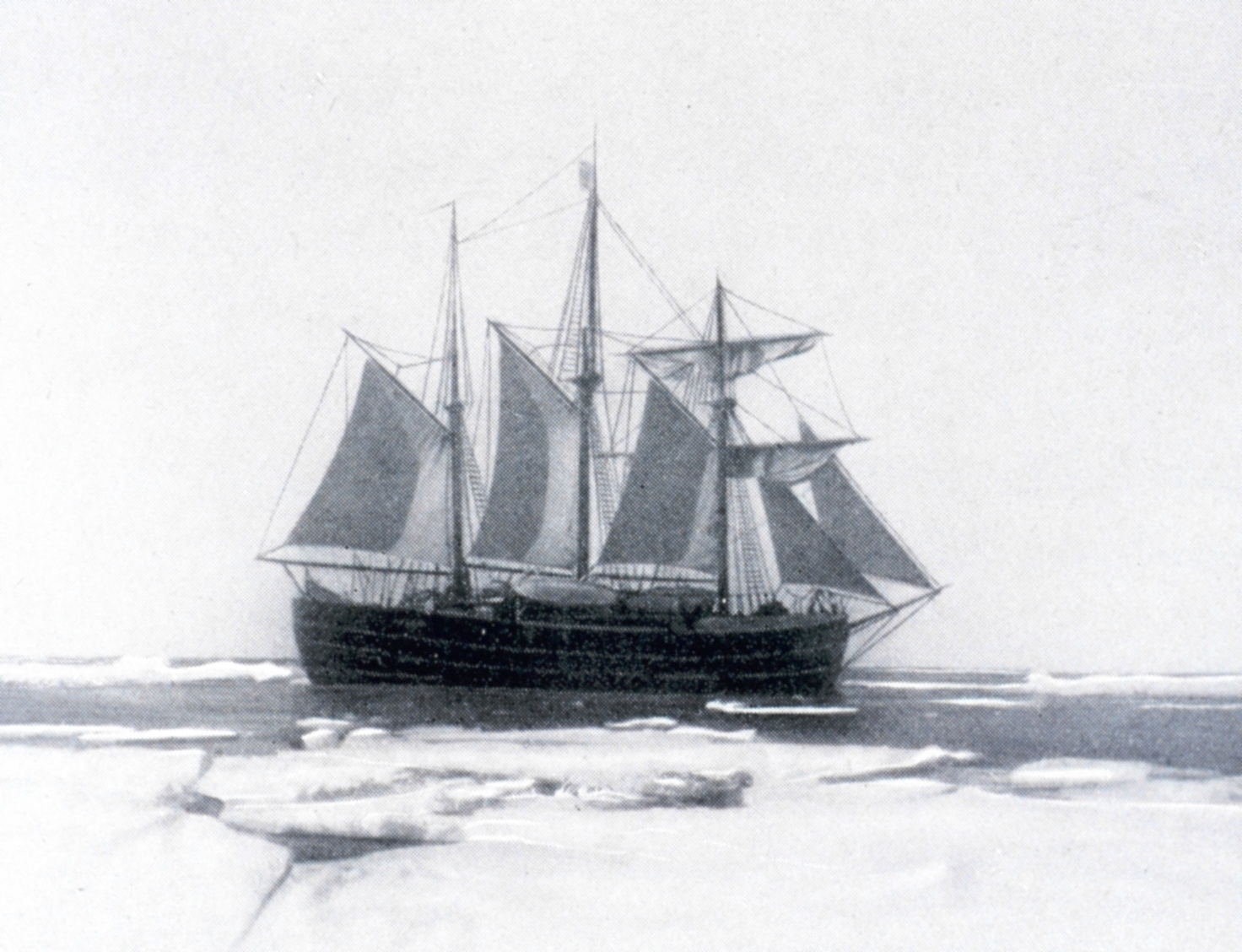
Le Fram en Antarctique.

Dans les mois précédant le départ, les financements devinrent difficiles à trouver. L'affaire ne semblait pas susciter l'intérêt du public, les accords avec les journaux furent annulés et le parlement refusa une demande de 25 000 couronnes supplémentaires. Amundsen dut mettre une hypothèque sur sa maison ; lourdement endetté, il dépendait complètement de la réussite de l'expédition pour éviter une faillite personnelle.
Après une croisière d'essai d'un mois dans l'Atlantique Nord, le Fram se rendit à Kristiansand à la fin du mois de juillet 1910 pour embarquer les chiens et achever les préparatifs. Il y reçut une offre d'aide de Peter « Don Pedro » Christopherson, un expatrié norvégien vivant en Argentine dont le frère était ambassadeur à Buenos Aires : du carburant et des provisions pour le Fram à Montevideo ou à Buenos Aires, offre qu'Amundsen accepta avec gratitude. Juste avant le départ le 9 août, Amundsen révéla la véritable destination de l'expédition aux deux officiers subalternes, Prestrud et Gjertsen. Lors de la traversée de quatre semaines vers Funchal sur l'île de Madère, un sentiment de doute se développa au sein de l'équipage qui ne comprenait pas certains préparatifs et dont les questions recevaient des réponses évasives de la part des officiers. Le biographe d'Amundsen Roland Huntford écrivit que cela était « suffisant pour générer de la suspicion et affaiblir le moral ».
Le Fram arriva à Funchal le 6 septembre. Trois jours plus tard, Amundsen informa l'équipage de son nouveau plan. Il leur dit qu'il voulait réaliser « un détour » par le pôle Sud sur le chemin du pôle Nord, qui était toujours sa destination ultime, mais qui devrait attendre un peu. Après cette présentation, chaque homme d'équipage eut la possibilité de quitter le navire mais aucun ne partit. Amundsen écrivit une longue lettre d'explications à Nansen en mettant l'accent sur le fait que les revendications de Cook et de Peary sur le pôle Nord avaient été un « coup mortel » à ses plans initiaux. Il demandait son pardon et exprimait l'espoir que sa réussite ferait oublier ses indélicatesses.
Avant de quitter Funchal le 9 septembre, Amundsen avait envoyé un message à Scott pour l'informer de son changement de plan. Le navire de celui-ci, le Terra Nova, avait quitté Cardiff avec beaucoup de publicité et devait arriver en Australie au début du mois d'octobre ; Amundsen envoya donc son télégramme à Melbourne,. Aucune information n'était donnée quant aux plans du Norvégien ou de sa destination en Antarctique ; Scott écrivit au secrétaire de la Royal Geographical Society, John Scott Keltie, « Je suppose que nous le saurons en temps voulu ». Les nouvelles du changement de destination d'Amundsen arrivèrent en Norvège au début du mois d'octobre et furent mal accueillies. Bien que Nansen ait donné sa bénédiction et sa totale approbation, les actions d'Amundsen furent, à quelques exceptions, condamnées par la presse et le public et les financements furent officiellement suspendus. Les réactions britanniques furent évidemment négatives ; l'incrédulité initialement exprimée par Keltie se transforma rapidement en colère et en mépris. Clements Markham, l'influent ancien président de la Royal Geographical Society, écrivit : « J'ai envoyé tous les détails de la conduite sournoise d'Amundsen à Scott… Si j'étais Scott, je ne les laisserais pas débarquer ». Ignorant des réactions internationales, le Fram navigua vers le sud durant quatre mois. Les premiers icebergs furent aperçus au jour de l'an 1911 ; la barrière de Ross devint visible le 11 janvier et le Fram entra dans la baie des Baleines le 14 janvier.

## Première saison, 1910–1911

### Framheim

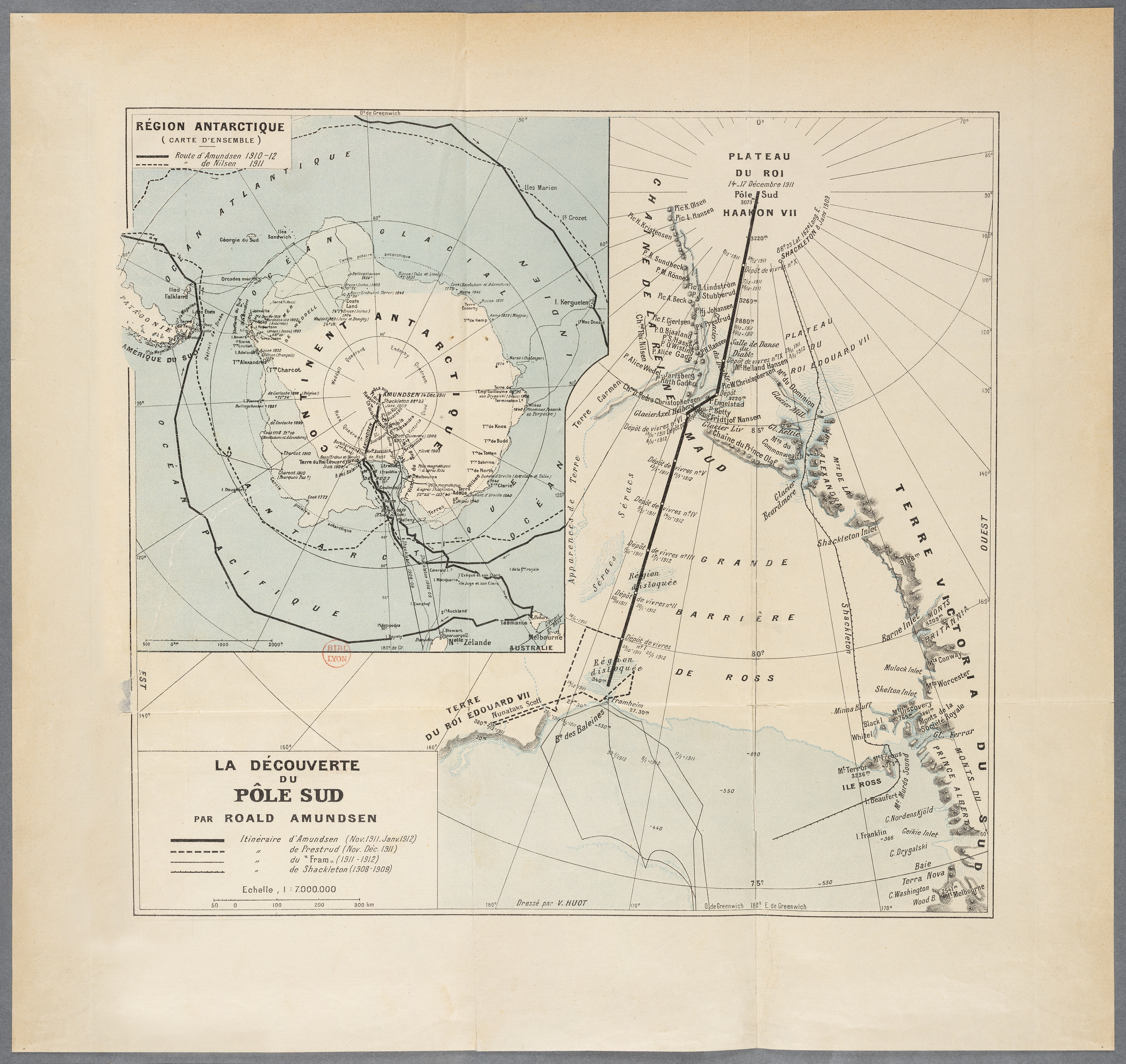
La découverte du pôle Sud par Roald Amundsen : carte d'ensemble (1911)

Après que le Fram eut accosté dans un port naturel du sud-est de la baie, Amundsen sélectionna un site pour établir le camp de base à 4,1 kilomètres du navire. Six équipes de chiens furent utilisées pour transporter le ravitaillement jusqu'au site pendant que l'érection de l'abri principal commençait. Bjaaland et Stubberud posèrent les fondations profondément dans la glace et aplanirent le terrain alentour. Comme les vents dominants soufflaient d'est en ouest, la cabane fut érigée suivant un axe est-ouest avec l'entrée orientée vers l'ouest. Le toit fut installé le 21 janvier et six jours plus tard, la cabane était construite. À ce moment, un important ravitaillement de viande, dont 200 phoques, avait été acheminé à la base pour approvisionner l'équipe restant sur la côte et pour être répartie sur le chemin du pôle. La base fut surnommée Framheim, « la Maison du Fram ».
Au matin du 3 février, le Terra Nova entra à l'improviste dans la baie des Baleines. Il avait quitté la Nouvelle-Zélande le 29 novembre 1910 et était arrivé dans le détroit de McMurdo au début du mois de janvier. Après avoir déposé Scott et son équipe sur place, le Terra Nova et six hommes menés par Victor Campbell étaient partis vers l'est en direction de la terre du Roi-Édouard-VII. Ce groupe devait explorer ce territoire encore inconnu mais la glace l'avait empêché d'approcher de la côte. Le navire faisait voile vers l'ouest le long de la barrière de Ross pour trouver un endroit où débarquer lorsqu'il rencontra le Fram. Scott avait auparavant envisagé qu'Amundsen établirait sa base de départ dans la zone de la mer de Weddell, de l'autre côté du continent ; cette preuve que les Norvégiens pourraient commencer la course vers le pôle avec 100 kilomètres d'avance était une perspective alarmante pour les Britanniques. Les deux groupes se comportèrent civilement ; Campbell et ses officiers Harry Pennell et George Murray Levick petit-déjeunèrent à bord du Fram puis déjeunèrent sur le Terra Nova. Amundsen fut rassuré d'apprendre que le Terra Nova n'avait pas de radio car cela aurait mis en péril sa stratégie d'être le premier à annoncer la nouvelle d'une victoire polaire. Il fut cependant inquiet quand Campbell lui assura que les traineaux motorisés de Scott donnaient satisfaction. Néanmoins il offrit aux Britanniques d'installer leur base à côté de Framheim pour explorer la terre du Roi-Édouard-VII. Campbell déclina l'offre et retourna au détroit de McMurdo pour informer Scott de la localisation d'Amundsen.

### Dépôts de ravitaillement

Des hommes du Fram capturent des phoques.

Au début du mois de février, Amundsen commença à effectuer des voyages à travers la barrière de Ross pour construire des dépôts de ravitaillement en préparation de l'expédition estivale vers le pôle Sud. Ces dépôts placés à intervalles réguliers devaient permettre de réduire la quantité de ravitaillement que l'expédition aurait à transporter. Ces trajets permirent également de tester en conditions réelles le matériel, les chiens et les hommes. Pour le premier voyage, qui commença le 10 février, Amundsen choisit Prestrud, Hanssen et Johansen pour l'accompagner ; 18 chiens tireraient trois traîneaux. Amundsen laissa des instructions concernant le Fram à Nilsen : le navire devait rejoindre Buenos Aires pour se ravitailler avant d'entamer ses travaux océanographiques dans l'océan Austral puis revenir aussitôt que possible à Framheim en 1912,.
Lorsque les quatre hommes commencèrent leur périple vers le sud, leurs seules connaissances de la barrière de Ross étaient tirées des ouvrages des anciens explorateurs et ils anticipaient des conditions difficiles. Ils furent surpris de voir que la surface de la barrière ressemblait beaucoup à celle d'un glacier conventionnel ; ils couvrirent 28 kilomètres le premier jour. Amundsen nota l'excellent comportement de ses chiens dans ces conditions et s'étonna des réticences britanniques à leur usage. Le groupe atteignit le 80e parallèle sud le 14 février, déposèrent du ravitaillement et retournèrent à Framheim le 16 février.
La deuxième expédition de construction de dépôts quitta Framheim le 22 février avec huit hommes, sept traîneaux et 42 chiens. Les conditions s'étaient fortement dégradées ; les températures moyennes avaient baissé de 9 °C et de la neige épaisse s'était déposée sur la surface de glace. Dans des températures atteignant les −40 °C, l'expédition atteignit le 81e parallèle sud le 3 mars et y établit un deuxième dépôt. Amundsen, Hanssen, Prestrud, Johansen et Wisting continuèrent alors avec les chiens les plus résistants dans l'espoir d'atteindre le 83e parallèle sud mais ils s'arrêtèrent au 82e parallèle sud le 8 mars du fait des conditions climatiques. Amundsen pouvait voir que les chiens étaient épuisés et avec les traîneaux allégés, les hommes rallièrent rapidement Framheim où ils arrivèrent le 22 mars. Amundsen voulait déposer plus de ravitaillement au sud avant que l'imminente nuit polaire rende les trajets impossibles et, le 31 mars, un groupe de sept hommes menés par Johansen quitta Framheim pour rejoindre le dépôt du 80e parallèle sud avec six phoques abattus représentant 1 100 kg de viande. Le groupe revint le 11 avril, trois jours après la date prévue, car ils avaient été bloqués par des crevasses.
Au total, les trois dépôts contenaient 3 400 kg de ravitaillement dont 1 400 kg de viande de phoque et 180 L d'huile de paraffine. Amundsen apprit beaucoup de ces voyages, en particulier du deuxième, lorsque les chiens luttèrent pour tirer les traîneaux lourdement chargés. Il décida d'accroître le nombre de chiens pour l'expédition finale, si nécessaire aux dépens du nombre d'hommes. Les voyages révélèrent également des tensions entre les hommes, particulièrement entre Johansen et Amundsen. Durant le deuxième trajet, Johansen se plaignit ouvertement de l'équipement ; Amundsen considérait que son autorité avait été remise en cause,.

### Hiver

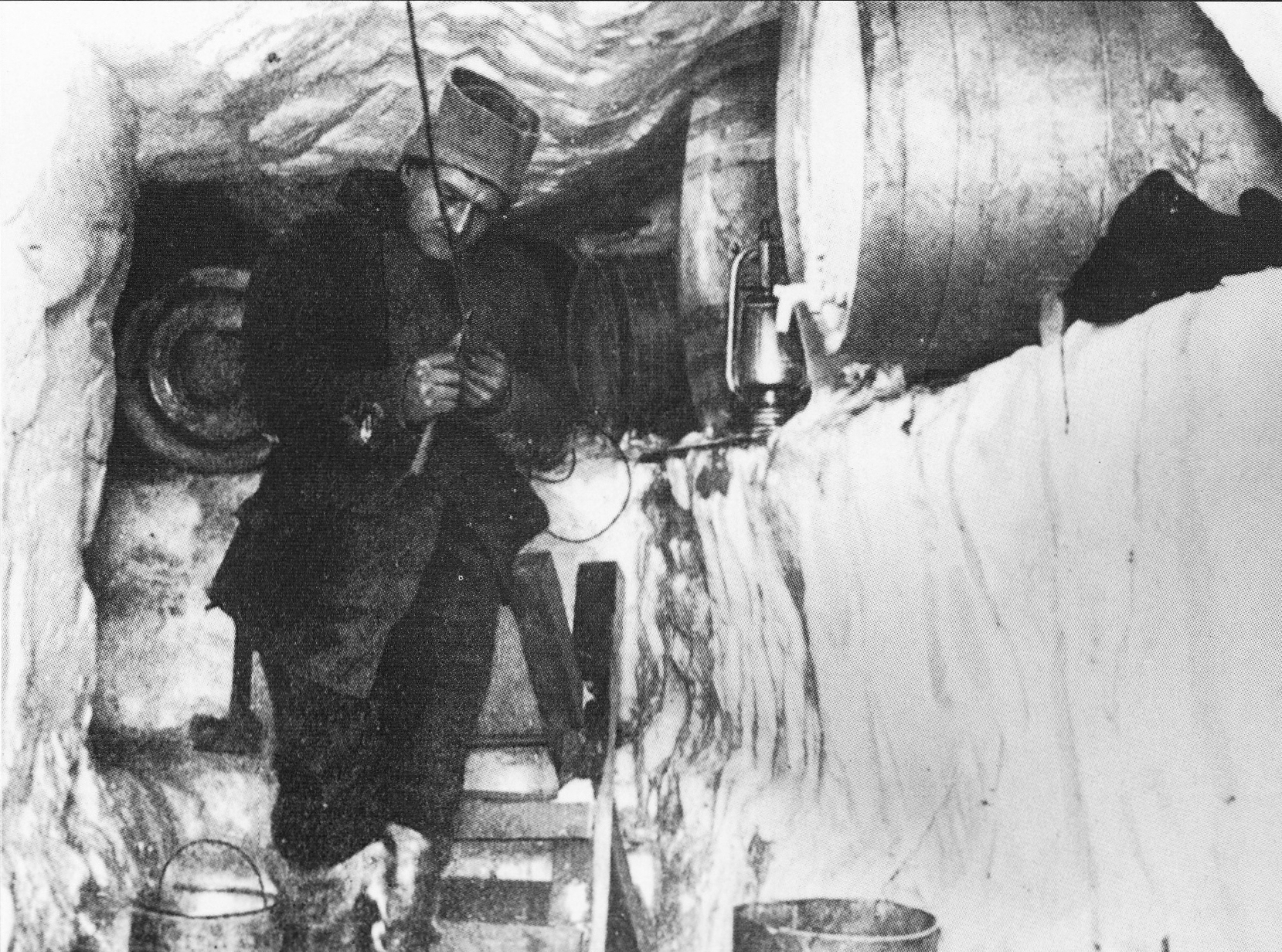
Sverre Hassel dans le dépôt d'huile de Framheim durant l'hiver 1911.

Le soleil qui se couchait sur Framheim le 21 avril ne reviendrait pas avant quatre mois. Roald Amundsen était conscient de l'ennui et de la perte de moral qui avait marqué l'expédition hivernale du Belgica et, même s'il n'était pas possible de faire du traîneau, il s'assura que le groupe restait actif. L'une des tâches urgentes était d'améliorer les traîneaux qui ne s'étaient pas très bien comportés durant les voyages pour déposer du ravitaillement. En plus de ceux choisis spécifiquement pour l'expédition, Amundsen avait apporté plusieurs traîneaux utilisés par Otto Sverdrup en 1898-1902 qu'il considérait maintenant comme plus adaptés aux épreuves à venir. Olav Bjaaland réduisit leurs poids d'un tiers en rabotant le bois et en construisant ses propres traîneaux avec des pièces de caryer de rechange. Les traîneaux adaptés seraient utilisés pour franchir la barrière de Ross tandis que ceux améliorés par Bjaaland seraient utilisés pour les dernières étapes de l'expédition sur le plateau Antarctique. Johansen prépara les rations (42 000 biscuits, 1 320 conserves de pemmican et environ 100 kg de chocolat) tandis que les autres hommes amélioraient les bottes, les réchauds, les lunettes, les skis et les tentes. Pour lutter contre le scorbut, les hommes mangeaient deux fois par jour de la viande de phoque qui avait été congelée en quantité avant l'hiver. Le cuisinier, Lindstrøm, augmentait l'apport en vitamine C avec de la plaquebière et des myrtilles en bouteille et fournissait du pain complet avec de la levure fraîche riche en vitamine B,.
Si Amundsen était confiant dans ses hommes et son équipement, il était, selon Hassel, tourmenté par les traîneaux motorisés de Scott et par l'idée que ces derniers emmènent les Britanniques à la victoire. Avec ce doute en tête, il commença à planifier le périple vers le pôle Sud dès que le Soleil commença à réapparaître à la fin du mois d'août. Johansen l'avertit qu'il ferait trop froid sur la barrière si tôt dans la saison mais Amundsen l'ignora et, au matin du 24 août, sept traîneaux furent préparés. Les inquiétudes de Johansen se révélèrent justifiées car les conditions extrêmes des deux semaines suivantes avec des températures de −58 °C empêchèrent tout départ. Le 8 septembre 1911, lorsque les températures remontèrent à −27 °C, Amundsen décida qu'il ne pouvait pas attendre plus longtemps et huit hommes commencèrent le périple tandis que Lindstrøm restait seul à Framheim.

## Seconde saison, 1911–1912

L'expédition Amundsen de Roald Amundsen (Norvège)
L'expédition Terra Nova de Robert Falcon Scott (Royaume-Uni)

### Faux départ
L'expédition commença bien avec environ 28 kilomètres parcourus chaque jour. Les chiens tiraient si fort que certains des plus entreprenants furent détachés des attelages et placés sur les traîneaux pour servir de lest et ainsi homogénéiser la conduite. Dans leurs vêtements en peaux de renne et de loup, les hommes pouvaient résister aux températures glaciales tant qu'ils étaient en mouvement mais les arrêts étaient pénibles et ils dormaient à peine pendant la nuit. Les pattes des chiens commencèrent à présenter des engelures. Le 12 septembre, par des températures de −56 °C, l'expédition s'arrêta après seulement 7,4 kilomètres et les hommes construisirent des igloos pour se protéger du froid. Roald Amundsen reconnaissait à présent qu'il était parti trop tôt dans la saison et décida de retourner à Framheim pour ne pas risquer les vies des hommes et des chiens dans une tentative téméraire. Hjalmar Johansen évoqua dans son journal la folie d'être parti aussi tôt dans un périple aussi long et des dangers de l'obsession de vaincre les Britanniques.
Le 14 septembre, sur le chemin du retour, ils laissèrent la plus grande partie de leur équipement au dépôt du 80e parallèle sud pour alléger les traîneaux. Le lendemain, dans des températures glaciales et un fort vent de face, plusieurs chiens moururent de froid et d'autres, trop faibles pour continuer, furent placés sur les traîneaux. Le 16 septembre, à 74 kilomètres de Framheim, Amundsen demanda à ses hommes de rentrer aussi vite que possible à la base. N'ayant pas de traîneau à lui, il monta sur celui de Wisting et avec Hanssen, son groupe accéléra et laissa le reste de l'expédition en arrière. Les trois hommes arrivèrent à Framheim après neuf heures, suivis par Olav Bjaaland et Jørgen Stubberud deux heures plus tard et Sverre Hassel peu après. Hjalmar Johansen et Kristian Prestrud se trouvaient toujours sur la glace sans nourriture ni carburant ; les chiens de Prestrud étaient épuisés et il souffrait de graves engelures aux talons. Ils atteignirent Framheim après minuit, plus de 17 heures après qu'ils eurent fait demi-tour.
Le lendemain, Amundsen demanda à Johansen pourquoi il était arrivé si tard et celui-ci lui répondit rageusement qu'il avait l'impression d'avoir été abandonné et accusa le chef d'avoir laissé ses hommes en arrière. Amundsen informa plus tard Nansen que Johansen avait fait preuve d'une « violente insubordination » ; en conséquence, il fut exclu de l'expédition polaire qu'Amundsen réduisit à cinq hommes. Johansen fut placé sous le commandement de Prestrud, bien moins expérimenté, pour le groupe chargé d'explorer la terre du Roi-Édouard-VII. Stubberud fut persuadé de partir avec eux et Amundsen, Hanssen, Bjaaland, Hassel et Wisting restaient pour l'expédition vers le pôle.

### Voyage vers le pôle

#### Barrière et montagnes

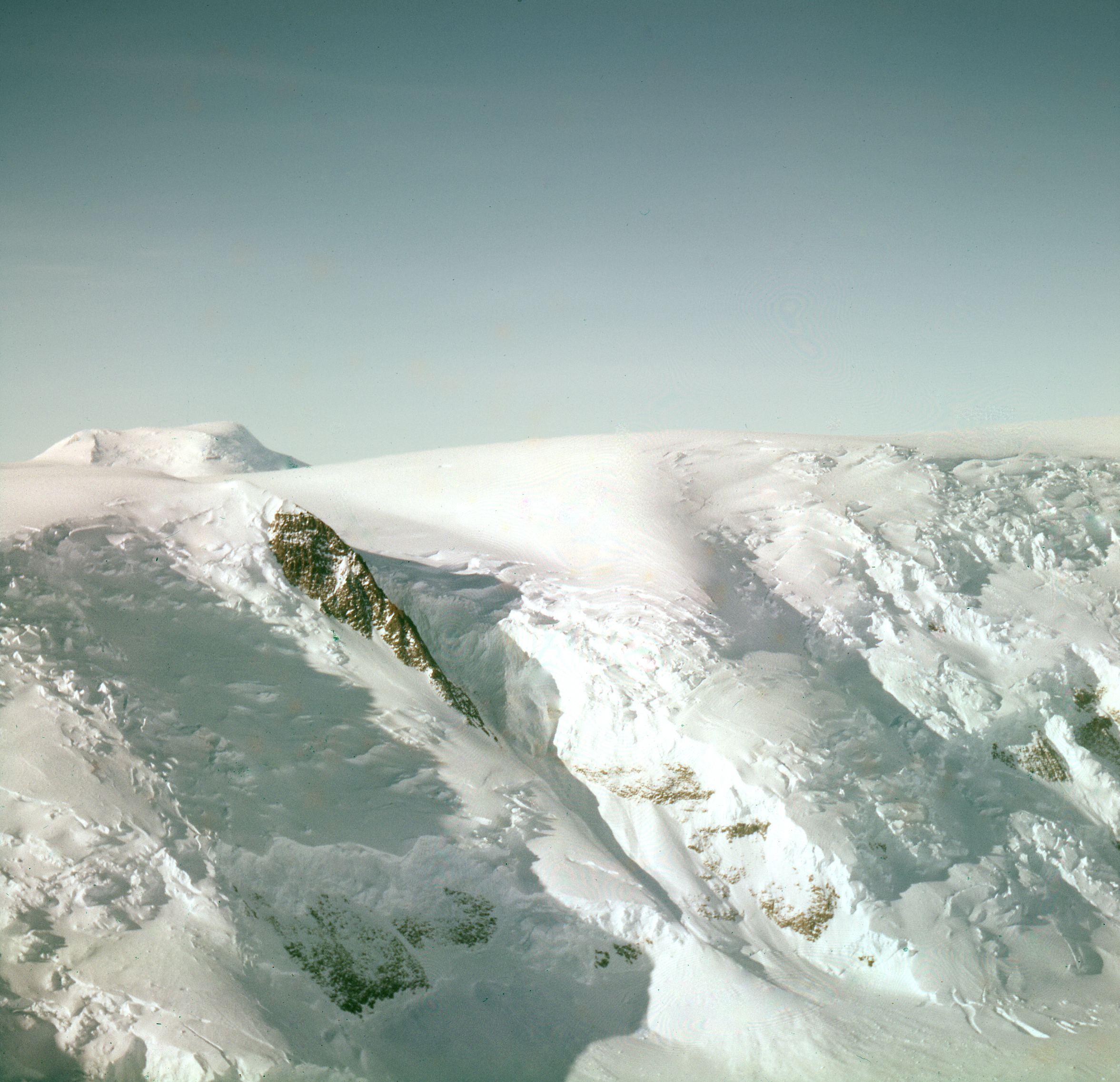
Le glacier Axel Heiberg qu'Amundsen emprunta pour accéder au plateau Antarctique.

Malgré sa hâte de repartir, Roald Amundsen attendit jusqu'au milieu du mois d'octobre et les premiers signes du printemps. Il était prêt le 15 octobre mais le mauvais temps le retarda quelques jours. Le 19 octobre, les cinq hommes avec quatre traîneaux et 52 chiens commencèrent leur périple. Le temps se dégrada rapidement et dans un épais brouillard, le groupe se retrouva bloqué dans le champ de crevasses que Johansen avait découvert à l'automne précédent. Wisting se rappela ensuite la façon dont son traineau, avec Amundsen à bord, avait presque entièrement disparu dans une crevasse lorsque le pont de glace sur lequel ils se trouvaient s'était brisé.
Malgré ce contretemps, ils couvraient plus de 28 kilomètres par jour et ils atteignirent le dépôt du 82e parallèle sud le 5 novembre. Ils marquaient leur route avec des cairns formés de blocs de glace tous les 5 kilomètres,. Le 17 novembre, ils atteignirent la fin de la barrière de Ross et arrivèrent en face de la chaîne Transantarctique. À la différence de Robert Falcon Scott, qui suivait la route tracée par Ernest Shackleton le long du glacier Beardmore, Amundsen devait trouver son propre passage à travers les montagnes. Après avoir testé les contreforts durant plusieurs jours et être monté à environ 460 mètres d’altitude, le groupe découvrit ce qui semblait être une voie possible, un glacier escarpé long de 56 kilomètres jusqu'au plateau. Amundsen le nomma le glacier Axel Heiberg, du nom de l'un de ses principaux soutiens financiers,. L'ascension fut plus difficile que prévu et les nombreux détours et la neige épaisse et profonde ralentirent la progression. Après trois jours d'efforts, le groupe atteignit le sommet du glacier. Amundsen fit à nouveau l'éloge de ses chiens ; le 21 novembre, l'expédition parcourut 27 kilomètres à une altitude de 1 500 mètres.

#### Arrivée au pôle Sud

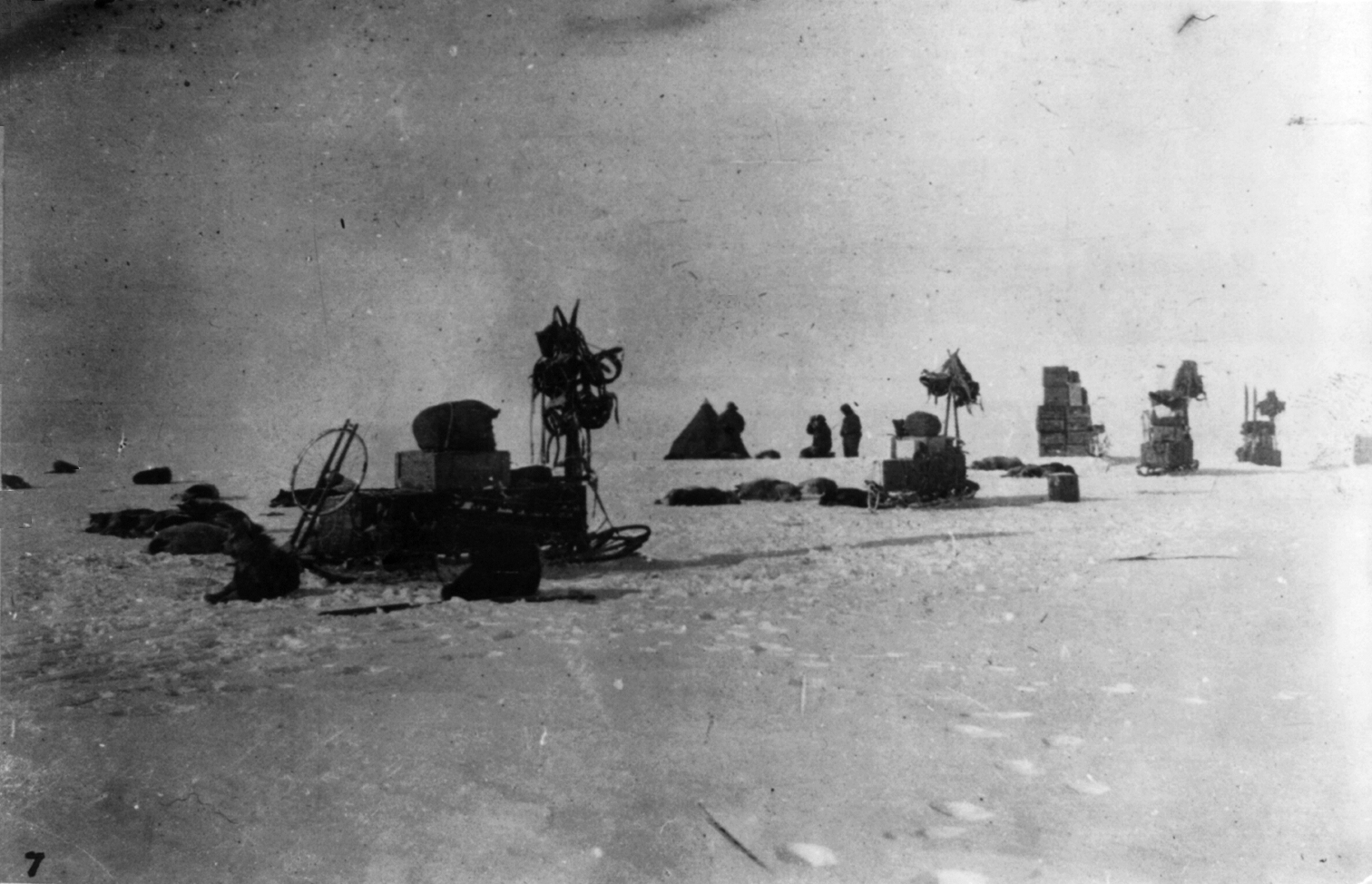
Photographie d'un camp sur le chemin du pôle.

Ayant atteint 3 200 mètres au sommet du glacier, à 85° 36′ S, Amundsen se prépara pour la dernière partie du voyage. Sur les 45 chiens qui avaient réalisé l'ascension (7 étaient morts durant le trajet sur la barrière de glace), seuls 18 furent conservés, les autres étant tués pour leur viande. Chacun des conducteurs de traîneaux tua les chiens de son attelage, les dépeça et divisa la viande entre les hommes et les chiens. Amundsen se rappela « Nous avons appelé cet endroit la Boucherie… Il y avait de la tristesse dans l'air ; nous nous étions profondément attachés à nos chiens ». Les regrets n'empêchèrent pas l'expédition d'apprécier la profusion de nourriture et Wisting se révéla particulièrement doué dans sa préparation et sa présentation de la viande.
Le groupe chargea trois traîneaux avec du ravitaillement pour un voyage de 60 jours et laissa le reste des provisions et des carcasses dans un dépôt. Le mauvais temps retarda leur départ jusqu'au 25 novembre lorsqu'ils se remirent prudemment en marche dans un brouillard persistant et sur un terrain inconnu. Ils avançaient sur une surface gelée parsemée de crevasses et le manque de visibilité les ralentissait. Amundsen appela cette zone « le glacier du Diable ». Le 4 décembre, ils arrivèrent dans une zone où les crevasses étaient dissimulées par des couches de glace et de neige séparées par de l'air, ce qui provoquait, selon Amundsen, un son « creux déplaisant » lorsqu'ils passaient au-dessus. Il baptisa cet endroit « la Salle de Danse du Diable ». Lorsqu'ils atteignirent un sol plus solide plus tard dans la journée, ils se trouvaient au 87e parallèle sud.
Le 8 décembre, les Norvégiens dépassèrent le record du Farthest South de Shackleton à 88° 23′ S. Alors qu'ils approchaient du pôle Sud, ils cherchaient tout élément du paysage qui pourrait indiquer qu'une autre expédition les avait précédés. Alors qu'ils campaient le 12 décembre, ils furent momentanément alarmés par un objet noir apparaissant à l'horizon mais il s'agissait uniquement de leurs propres chiens s'étant endormis à l'écart qui avaient été agrandis par un mirage. Le lendemain, ils campèrent à 89° 45′ S à 28 kilomètres du pôle. Le 14 décembre 1911, Amundsen et ses camarades se lancèrent dans la dernière ligne droite et ils arrivèrent aux alentours du pôle vers 15 h. Ils plantèrent le drapeau norvégien et nommèrent le plateau polaire, le « plateau du Roi-Haakon-VII ». Amundsen ironisa ensuite sur sa réussite : « Jamais aucun homme n'a réalisé un objectif aussi diamétralement opposé à ses souhaits. La zone autour du pôle Nord, que diable, me fascine depuis mon enfance et je me trouve maintenant au pôle Sud. Peut-on imaginer quelque chose de plus fou ? »
Durant les trois jours qui suivirent, les hommes travaillèrent à marquer l'emplacement exact du pôle Sud ; après les revendications controversées de Frederick Cook et de Robert Peary au nord, Amundsen voulait laisser des preuves irréfutables à Scott. Après avoir réalisé plusieurs mesures de latitudes à différents moments de la journée, Bjaaland, Wisting et Hassel skièrent dans des directions opposées pour « encadrer » le pôle ; Amundsen raisonna qu'au moins l'un d'entre eux franchirait le point exact. Finalement l'expédition dressa une tente qu'ils appelèrent Polheim (« Maison du Pôle ») aussi près que possible du pôle véritable que leurs observations le permettaient. Dans la tente, Amundsen laissait des équipements à Scott et une lettre adressée au roi Haakon VII qu'il demandait à Scott de livrer.

#### Retour àFramheim
Le 18 décembre, l'expédition entama son retour vers Framheim. Amundsen était déterminé à retourner à la civilisation avant Scott et à être le premier à anoncer la nouvelle. Néanmoins, il limita la distance journalière à 28 kilomètres pour ne pas épuiser les chiens. Dans le jour polaire où le Soleil ne se couche pas, le groupe ne se déplaçait que lorsqu'il l'avait dans le dos pour réduire le risque de cécité des neiges. Guidés par les cairns de glace qu'ils avaient construits lors de l'aller, ils arrivèrent à la Boucherie le 4 janvier 1912 et commencèrent leur descente vers la barrière de Ross. Les hommes à skis « descendaient à toute allure » mais pour les conducteurs de traîneaux, Hanssen et Wisting, la descente était plus malaisée ; les traîneaux étaient difficiles à manœuvrer et on ajouta des freins pour éviter de tomber dans des crevasses.
Le 7 janvier, ils atteignirent le premier de leurs dépôts sur la barrière de Ross. Amundsen considéra qu'ils pouvaient accélérer et les hommes prirent l'habitude de voyager sur 27 kilomètres, de se reposer six heures et de repartir. À ce rythme, ils couvraient environ 57 kilomètres par jour et arrivèrent à Framheim le 25 janvier à 4 h. Sur les 52 chiens au départ, 11 avaient survécu et tiraient deux traîneaux. L'aller-retour jusqu'au pôle Sud avait duré 99 jours, 10 de moins que prévu, et ils avaient parcouru 3 440 kilomètres.

#### Informer le monde
À son retour, Roald Amundsen ne laissa pas son équipe se reposer. Après un dîner d'adieu dans la cabane, l'expédition embarqua les chiens survivants et les équipements les plus importants dans le Fram qui quitta la baie des Baleines le soir du 30 janvier 1912. La destination était Hobart en Tasmanie. Durant la traversée de cinq semaines, Amundsen prépara ses télégrammes et rédigea le rapport qu'il donnerait à la presse. Le 7 mars, le navire arriva à Hobart où Amundsen apprit rapidement que l'on n'avait encore aucune nouvelle de Scott. Il envoya immédiatement des télégrammes à son frère Leon, à Fridtjof Nansen et au roi Haakon VII de Norvège pour les informer du succès de l'expédition. Le lendemain, il télégraphia le rapport complet du périple au journal Daily Chronicle de Londres auquel il avait vendu les droits exclusifs. Le Fram resta à Hobart durant deux semaines où il fut rejoint par l’Aurora de Douglas Mawson qui s'y trouvait dans le cadre de l'expédition antarctique australasienne.

### Autres réussites de l'expédition

#### Exploration vers l'est
Le 8 novembre 1911, Prestrud, Stubberud et Johansen étaient partis en direction de la terre du Roi-Édouard-VII. La recherche du point à partir duquel la banquise de la barrière de Ross devenait de la terre recouverte de glace se révéla difficile. Le 1er décembre, le groupe repéra pour la première fois ce qui était sans équivoque une trace de terre ferme, un nunatak dont la position avait été repérée par Scott lors de l'expédition Discovery en 1902. Après avoir atteint ce point, ils collectèrent des échantillons de roches et de mousses et explorèrent brièvement les alentours avant de retourner à Framheim le 16 décembre. Ils étaient les premiers à poser le pied sur la terre du Roi-Édouard‑VII.

#### LeFramet leKainan Maru

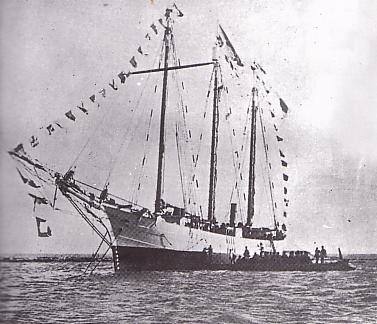
Le Kainan Maru des explorateurs japonais.

Après avoir quitté la baie des Baleines le 15 février, le Fram se rendit à Buenos Aires où il arriva le 17 avril. Nilsen apprit alors que les fonds de l'expédition étaient épuisés et qu'une somme qui aurait dû être mise de côté pour couvrir les besoins du navire ne l’avait pas été. Don Pedro Christopherson, un ami d'Amundsen, remplit alors sa promesse de fournir du ravitaillement et du carburant. Le Fram partit en juin pour réaliser des travaux océanographiques entre l'Amérique du Sud et l'Afrique qui durèrent trois mois. Il retourna à Buenos Aires en septembre pour se réapprovisionner avant de partir vers le Sud le 5 octobre. Les forts vents et la mer tempétueuse prolongèrent le trajet mais il arriva dans la baie des Baleines le 9 janvier 1912. Le 17 janvier, les hommes à Framheim furent surpris de la présence d'un autre navire ; il s'agissait du Kainan Maru, transportant l'expédition antarctique japonaise menée par Shirase Nobu. La barrière de la langue empêcha une communication efficace mais les Norvégiens déduisirent que les Japonais se rendaient vers la terre du Roi-Édouard‑VII. Le Kainan Maru repartit le lendemain et déposa un groupe le 26 janvier sur la terre du Roi-Édouard‑VII. Il s'agissait du premier débarquement sur cette côte car les tentatives antérieures menées par le Discovery (1902), le Nimrod (1908) et le Terra Nova (1911) avaient toutes échoué.

## Conséquences

### Réactions contemporaines

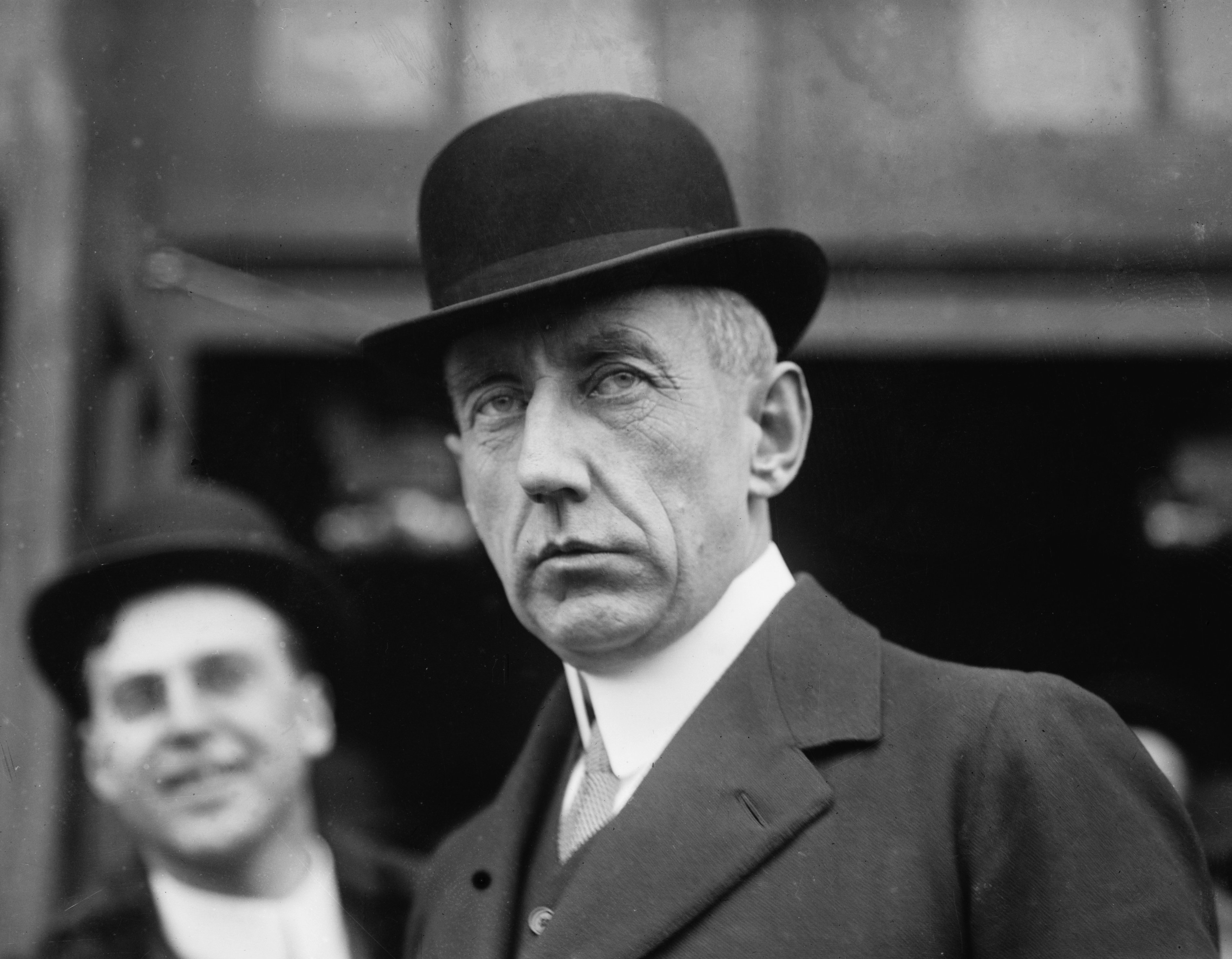
Roald Amundsen en 1913.

À Hobart, Amundsen reçut des télégrammes de félicitations de la part, entre autres, de l'ancien président américain Theodore Roosevelt et du roi George V du Royaume-Uni. Le roi exprima sa satisfaction de voir que la première escale d'Amundsen à son retour était sur le sol de l'Empire britannique. En Norvège, la nouvelle fit les gros titres des journaux et le drapeau national fut levé dans tout le pays. Tous les participants de l'expédition reçurent la médaille norvégienne du pôle Sud (Sydpolsmedaljen) créée par le roi Haakon VII pour commémorer l'exploit. Cependant le biographe d'Amundsen, Roland Huntford, fit référence au « froid derrière les acclamations » ; il restait un certain malaise concernant les méthodes employées. Un journal norvégien exprima son soulagement quant au fait qu'Amundsen avait découvert une nouvelle voie et n'avait pas empiété sur le chemin de Scott depuis le détroit de McMurdo.
En Grande-Bretagne, les réactions de la presse à la victoire d'Amundsen furent modérées mais généralement positives. Aux côtés des rapports enthousiastes du Daily Chronicle et de The Illustrated London News, qui portaient un intérêt particulier au succès d'Amundsen, le Manchester Guardian remarqua que tous les reproches avaient été balayés par le courage et la détermination des Norvégiens. Les lecteurs du Young England Magazine furent invités à ne pas refuser au « brave Norvégien » l'honneur qu'il avait gagné et The Boy's Own Paper suggéra que tous les enfants britanniques devraient lire le compte-rendu de l'expédition d'Amundsen. Le correspondant du Times reprocha simplement à Amundsen de ne pas avoir informé Scott avant qu'il ne soit trop tard pour que ce dernier ne puisse répondre, « ce qui était d'autant plus inutile que personne n'aurait mieux accueilli une coopération dans l'exploration du pôle Sud que le capitaine Scott… Pourtant, toute personne qui connaît le capitaine Amundsen ne peut douter de son intégrité et comme il avance avoir atteint le pôle Sud, nous sommes obligés de le croire ».
Des personnages influents de la Royal Geographical Society exprimèrent des sentiments plus hostiles, du moins en privé. À leurs yeux, l'exploit d'Amundsen était le résultat d'un « sale coup ». Clements Markham, son ancien président, laissa entendre que ses revendications pourraient être frauduleuses : « Nous devrons attendre la vérité jusqu'au retour du Terra Nova ». Plus tard dans l'année 1912, Amundsen interpella la Royal Geographical Society pour exprimer son sentiment d’être méprisé après que le président de la société eut plaisanté en demandant « trois hourras pour les chiens ». Ernest Shackleton ne participa pas au dénigrement de la victoire d'Amundsen qu'il qualifia de « peut-être le plus grand explorateur polaire de notre époque ». Avant d'apprendre les nouvelles de la mort de son mari, Kathleen Scott concéda que le voyage d'Amundsen « était un très grand exploit… en dépit de notre irritation, nous devons l'admirer ».

### Tragédie de Scott
Amundsen quitta Hobart pour entamer une tournée de conférence en Australie et en Nouvelle-Zélande. Il se rendit ensuite à Buenos Aires où il acheva le récit de son expédition. De retour en Norvège, il supervisa la publication de son livre, puis il visita la Grande-Bretagne avant de commencer une longue tournée aux États-Unis. En février 1913, alors qu'il se trouvait à Madison dans le Wisconsin, il apprit que Robert Falcon Scott et ses quatre compagnons avaient atteint le pôle Sud le 17 janvier 1912 mais étaient morts le 29 mars lors du voyage de retour. Les corps de Scott, de Wilson et de Bowers avaient été retrouvés en novembre 1912 après la fin de l'hiver antarctique. Dans sa réponse initiale, Amundsen parla de nouvelles « horribles, horribles ». Dans son hommage plus formel, il déclara : « le capitaine Scott a laissé une réputation d'honnêteté, de sincérité, de bravoure et de tout ce qui fait un homme ».
Selon Huntford, ces nouvelles signifiaient « [qu']Amundsen le vainqueur étaient éclipsées par… Scott le martyr ». Dans les pays anglophones, un mythe se développa rapidement dans lequel Scott était représenté comme un homme s'étant comporté de manière noble et loyale. Par contraste, Amundsen semblait avoir cherché la gloire en dissimulant ses véritables intentions, préférant les chiens au « noble » manhauling puis les abattant pour récupérer leur viande. De plus, il était vu comme un « professionnel », ce qui, aux yeux de la haute société britannique de l'époque, diminuait tout ce qu'il avait accompli. Le mythe fut largement renforcé par la publication des journaux de Scott. Huntford indiqua que le « talent littéraire [de Scott] était son atout. C'était comme s'il était sorti de sa sépulture et avait pris sa revanche ». Malgré tout, le nom d'Amundsen continua d'être respecté parmi les explorateurs. Dans son récit de l'expédition Terra Nova rédigé quelques années plus tard, Apsley Cherry-Garrard écrivit que les principales raisons du succès d'Amundsen étaient « les exceptionnelles qualités de l'homme » et en particulier son courage d'avoir choisi de découvrir une nouvelle route plutôt que de suivre le chemin connu.

### Perspective historique

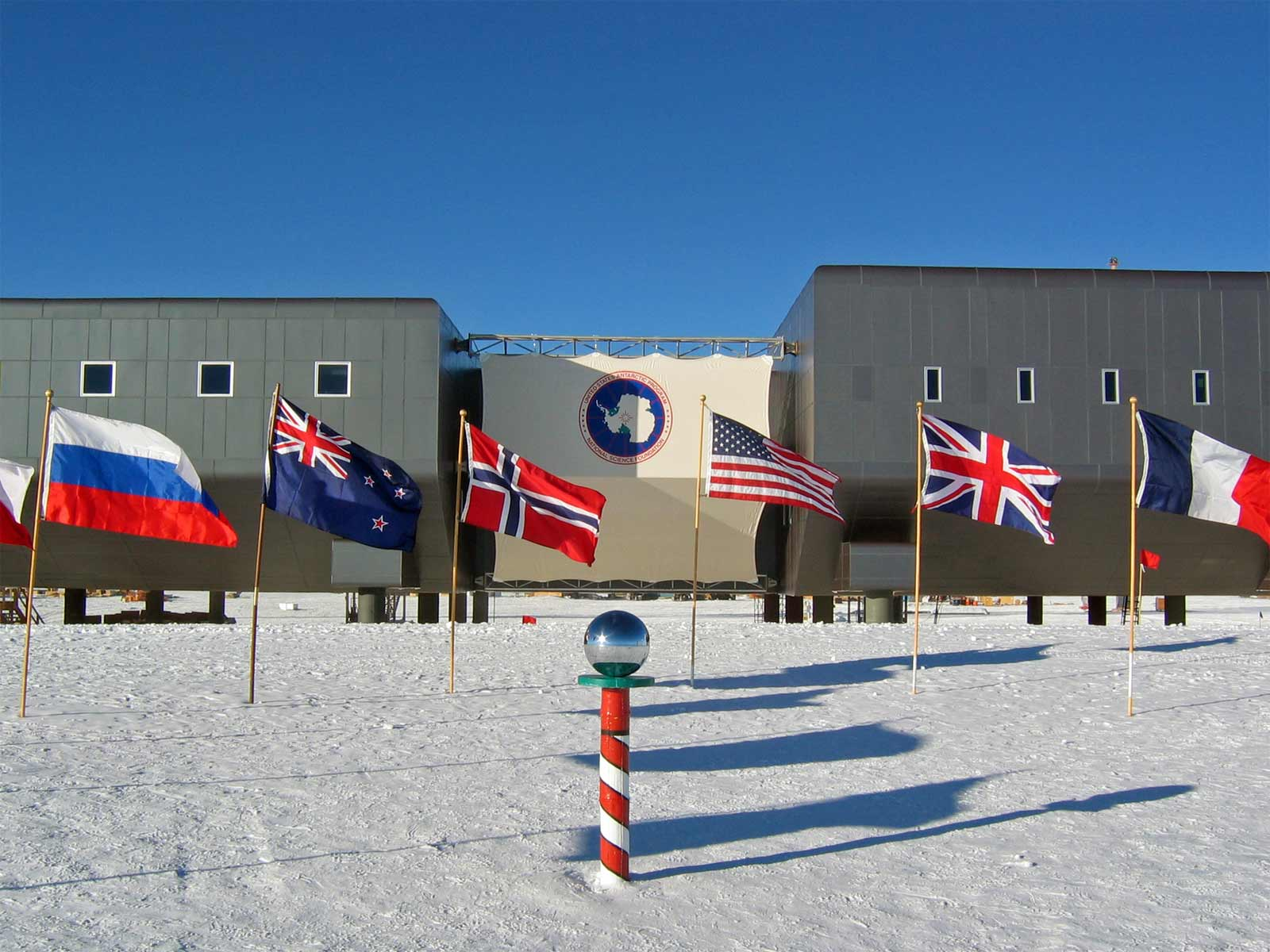
Sphère indiquant symboliquement le pôle Sud à la base antarctique Amundsen-Scott.

Le déclenchement de la Première Guerre mondiale en 1914 retarda le début de la dérive vers le pôle Nord d'Amundsen jusqu'en juillet 1918. Il prit la mer avec un navire spécialement construit, la Maud, qui resta dans les eaux arctiques durant les sept années suivantes. Le navire ne dériva pas au-dessus du pôle Nord mais il devint le second navire à traverser le passage du Nord-Est. Amundsen quitta l'expédition en 1923 et consacra le reste de sa vie à l'exploration aérienne des régions polaires. Le 12 mai 1926, il survola le pôle Nord avec Lincoln Ellsworth et Umberto Nobile à bord du dirigeable Norge. Lui et Wisting, également à bord du dirigeable, furent les deux premiers hommes à voir les deux pôles. Le 18 juin 1928, Amundsen périt lors de la disparition de son hydravion dans les eaux entre la Norvège et le Svalbard alors qu'il tentait de porter secours à une expédition menée par Nobile.
Roald Amundsen demanda aux quatre hommes qui l'avaient accompagné dans son expédition au pôle Sud de venir avec lui sur la Maud. Olav Bjaaland et Sverre Hassel déclinèrent l'offre et aucun d'entre eux ne participa à d'autres aventures polaires,. Helmer Hanssen et Oscar Wisting rejoignirent tous deux la Maud ; ce dernier devint le chef de l'expédition quand Amundsen quitta le navire en 1923. En 1936, Wisting commanda le Fram lors du dernier voyage du navire jusqu'à Oslo où il est depuis exposé au musée du Fram. Hjalmar Johansen fut incapable de se stabiliser après son retour d'Antarctique et sombra dans la dépression. Il refusa de discuter de son expérience ou de sa dispute avec Amundsen et se suicida le 4 janvier 1913 dans sa résidence d'Oslo.
Le mythe de Scott continua jusque dans le dernier quart du XXe siècle lorsqu'il fut remplacé par un autre le qualifiant d'« idiot héroïque » dont l'échec avait été en grande partie causé par ses propres erreurs. Selon l'historienne Stephanie Barczewski, ce portrait est aussi faux que le précédent dans lequel il était au-delà de toutes critiques. Au début du XXIe siècle, les historiens ont avancé des explications plus rationnelles de l'échec de Scott que sa seule incompétence, et sa réputation a en partie été restaurée. Le regain d'intérêt pour Scott a également remis en lumière la réussite d'Amundsen ; Barczewski écrit « [qu']Amundsen et ses hommes ont atteint le pôle grâce à la combinaison d'une superbe planification, d'une longue expérience avec les chiens de traîneaux et d'une exceptionnelle endurance ». Dans son étude de l'expédition de Scott, Diana Preston avance les mêmes raisons pour expliquer le succès d'Amundsen. Il était concentré sur l'objectif unique d'atteindre le pôle Sud tandis que Scott devait concilier les demandes concurrentes de l'exploration géographique et de la connaissance scientifique. « En professionnel adroit et expérimenté, [Amundsen] a soigneusement planifié et appliqué toutes les leçons qu'il avait apprises en Arctique… Il compta exclusivement sur des moyens de transport éprouvés et exploita sans sensiblerie leur potentiel alimentaire. Il était aussi efficace et sans sentiment dans sa gestion des hommes ». La base scientifique américaine au pôle Sud, fondée en 1957, fut nommée Amundsen-Scott pour honorer la mémoire des deux explorateurs polaires.